# واوکلوس، دوبس
واوکلوس، دوبس (به فرانسوی: Vaucluse, Doubs) یک کمون در فرانسه است که در Canton of Maîche واقع شده‌است.

## خصوصیات
واوکلوس ۵٫۰۱ کیلومترمربع مساحت و ۱۰۷ نفر جمعیت دارد و ۵۰۰ متر بالاتر از سطح دریا واقع شده‌است.